# Grigorij Nyikolajevics Nyeujmin
Grigorij Nyikolajevics Nyeujmin (Tiflisz, 1885. december 22. (1886. január 3.) – Leningrád, 1946. december 17.) orosz és szovjet csillagász, a Pulkovói Obszervatórium igazgatója.

## Életpályája
1886. január 3-án született Tifliszben, az Orosz Birodalomban, a Kaukázusi Grúz Gránátosezred katonaorvosának családjában.
1904-ben beiratkozott a Szentpétervári Egyetem Fizika és Matematika Karára, amelyen 1910-ben szerzett diplomát.
1910-ben a Pulkovói Obszervatóriumban kezdett dolgozni, mint statisztikus csillagász.
1912-től a szimeizi kirendeltségen dolgozott. 1925–1931-ben és 1936–1941-ben a krími szimeizi csillagvizsgálót vezette. A kitabi állomásra evakuálták.
1944-1946-ban a Pulkovói Obszervatórium igazgatója volt.
Fő tudományos munkái az obszervációs csillagászattal kapcsolatosak.
Oroszországban először Szimeizben szervezte meg a kisbolygók szisztematikus megfigyeléseit, 63 aszteroidát fedezett fel, melyek közül az egyiket, a 762 Pulcova aszteroidát a Pulkovói Obszervatórium tiszteletére nevezték el, a másik kettőt – 779 Nina és 789 Lena – a csillagász húgának és édesanyjának tiszteletére). A 751 Faina aszteroidát a csillagász kollégája és első felesége, Faina Mihajlovna Nyeujmina tiszteletére, a 824 Anastasia aszteroidát ismerőse, Anasztaszia Szemjonova, a 917 Lyka aszteroidát, amelyet nővére barátnője tiszteletére nevezett el.
1913-1941 között 6 új üstököst fedezett fel (közülük 5 rövid periódusú üstökösnek bizonyult). Kidolgozta a magasabb rendű tagok figyelembevételének módszerét az üstököspályák perturbációinak számításakor. Tanulmányozta a 25D/Neujmin üstökös mozgását. Változócsillagokat tanulmányozott, és 13 változót fedezett fel. Emellett mikrometrikus méréseket végzett a Neptunusz műholdjain, mikrometrikus megfigyeléseket kettőscsillagokon, és csillagok sajátmozgásának meghatározásával foglalkozott.
1946. december 17-én halt meg, és a pulkovói csillagászok emléktemetőjében temették el.
Az 1129 Neujmina aszteroid és Neujmin holdkráter az ő nevéhez fűződik.

## Családja
- Felesége – Faina Mihajlovna Nyeujmina (1876–1949), a Pulkovói Csillagvizsgáló szimeizi osztályának matematikusa (1923–1933).
- Fia – Jaroszlav Grigorjevics Nyeujmin (1928–1988), villamosmérnök, a műszaki tudományok kandidátusa, a leningrádi Vízi Közlekedési Intézet automatizálási laboratóriumának vezetője; felesége, Natalja Kirillovna Nyeujmina irodalomkritikus (1928–2009), K. F. Ogorodnyikov csillagász lánya volt.
- Fia – Geliij Grigorjevics Nyeujmin (1910–1982), a fotokémia, a kémiai fizika és a hidrooptika tudósa, a fizikai és matematikai tudományok doktora, professzor.
- Nővére – Nyina Nyikolajevna Centilovics-Rapoport (1889–1971), 1906 óta az RSZDRP tagja, párt- és szakszervezeti aktivista, statisztikus, a forradalom előtt és után többször letartóztatták, több mint 10 évet töltött kényszermunkatáborokban és száműzetésben; férjét, Szamuil Jakovlevics Rapoportot (1888–?), szociáldemokratát szintén letartóztatták.

## Díjak és kitüntetések
- Az Orosz Csillagászati Társaság díja
- A Csendes-óceáni Csillagászati Társaság 6 kitüntetése.
- A Munka Vörös Zászlója érdemrend (1945.06.10.)